# Euryrhynchus wrzesniowskii
Euryrhynchus wrzesniowskii is een garnalensoort uit de familie van de Euryrhynchidae. De wetenschappelijke naam van de soort is voor het eerst geldig gepubliceerd in 1877 door Miers.